# Ostertal
Ostertal este o arie protejată (arie specială de conservare — SAC, sit de importanță comunitară — SCI, arie de protecție specială avifaunistică — SPA) din Germania întinsă pe o suprafață de 456 ha, integral pe uscat.

## Localizare
Centrul sitului Ostertal este situat la coordonatele 49°28′09″N 7°13′24″E / 49.4692°N 7.2233°E.

## Înființare
Situl Ostertal a fost declarat sit de importanță comunitară în octombrie 2000 pentru a proteja 18 specii de animale. Alte tipuri de protecție:
- arie de protecție specială avifaunistică (în februarie 2006)[3]
- arie specială de conservare (în februarie 2017)[2][4][5]

## Biodiversitate
Situată în ecoregiunea continentală, aria protejată conține 8 habitate naturale: Cursuri de apă de la nivel de câmpie la nivel montan, cu vegetație Ranunculion fluitantis și Callitricho-Batrachion, Liziere de ierburi înalte hidrofile de câmpie și de nivel montan până la alpin, Fânețe de joasă altitudine (Alopecurus pratensis, Sanguisorba officinalis), Roci stâncoase cu vegetație pionieră de Sedo-Scleranthion sau Sedo albi-Veronicion dillenii, Păduri de fag Luzulo-Fagetum, Păduri de stejar sau de stejar și carpen sub-atlantice și medio-europene de Carpinion betuli, Păduri pe pante, grohotișuri și ravene de Tilio-Acerion, Păduri aluvionare cu Alnus glutinosa și Fraxinus excelsior (Alno-Padion, Alnion incanae, Salicion albae).
La baza desemnării sitului se află mai multe specii protejate:
- păsări (11): pescăruș albastru (Alcedo atthis), barză albă (Ciconia ciconia ciconia), barză neagră (Ciconia nigra), ciocănitoarea de stejar (Dendrocopos medius), ciocănitoare neagră (Dryocopus martius), Hippolais polyglotta, sfrâncioc roșiatic (Lanius collurio), gaia roșie (Milvus milvus), grangur (Oriolus oriolus), mărăcinar (Saxicola rubetra), Tachybaptus ruficollis ruficollis
- mamifere (1): castor (Castor fiber)
- nevertebrate (3): fluturele-tigru (Callimorpha quadripunctaria), fluturele purpuriu (Lycaena dispar), phengaris nausithous (Maculinea nausithous)
- pești (3): zglăvoacă (Cottus gobio), cicar (Lampetra planeri), boarță (Rhodeus sericeus amarus)

Pe lângă speciile protejate, pe teritoriul sitului au mai fost identificate 35 de specii de plante, 7 specii de amfibieni, 1 specie de mamifere, 12 specii de nevertebrate.